# Monumento ai caduti (Busto Arsizio)
Il monumento ai Caduti è un monumento commemorativo situato in piazza Trento e Trieste a Busto Arsizio, in provincia di Varese. Fu realizzato nel 1958 dallo scultore Enrico Manfrini.

## Storia

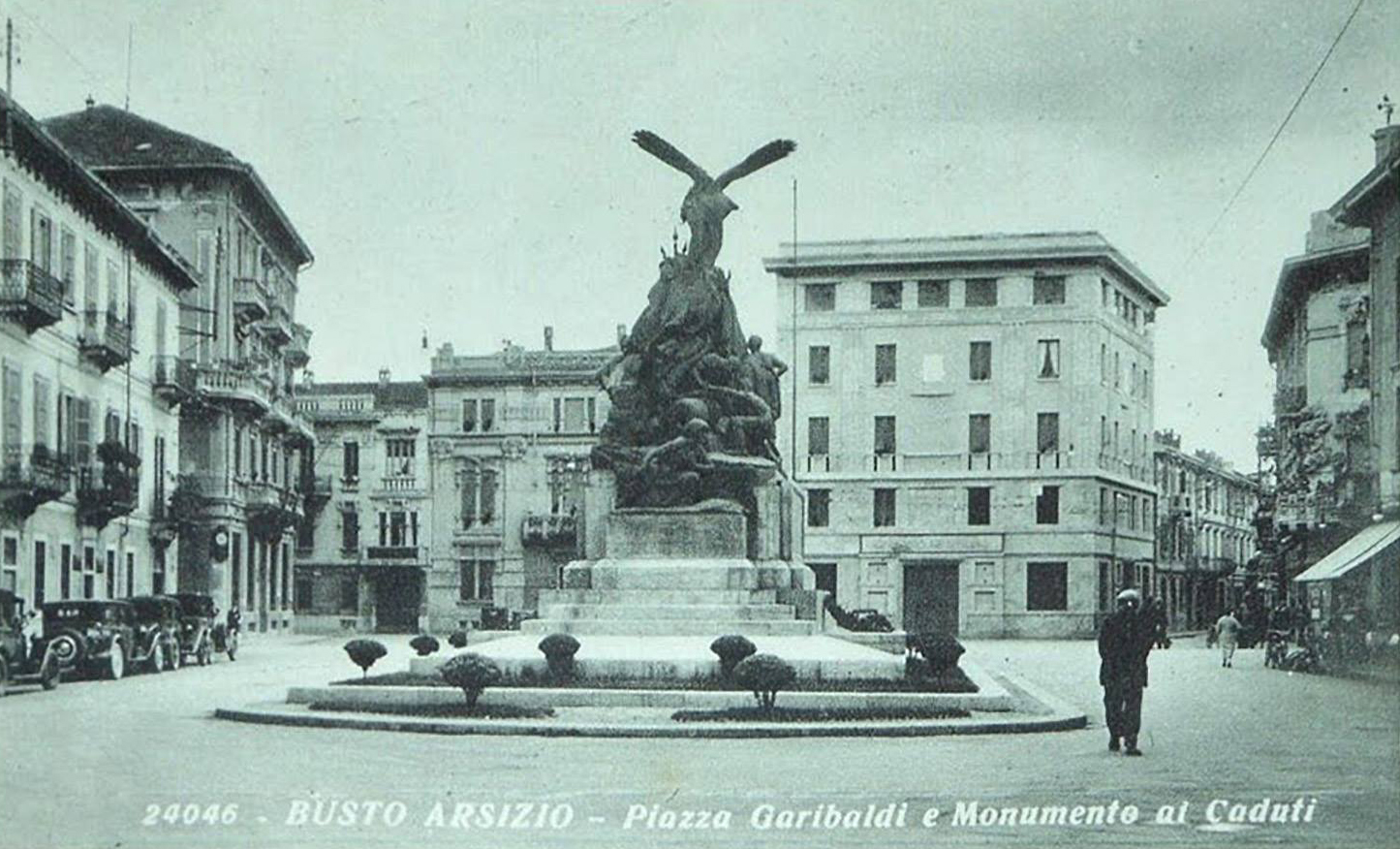
Il monumento ai Caduti opera di Orazio Costante Grossoni nel 1927, in piazza Garibaldi.

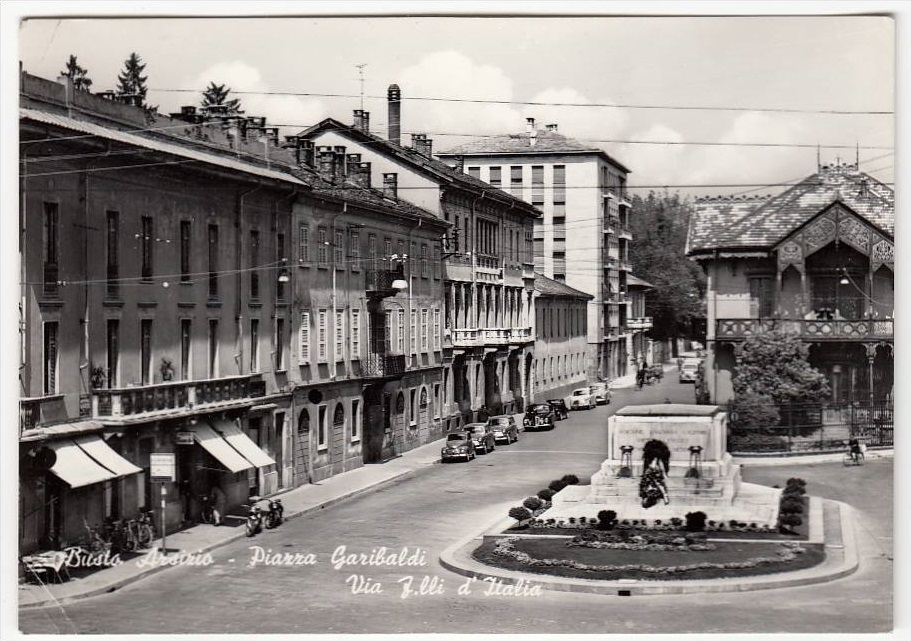
Il basamento del primo monumento dopo la fusione del gruppo scultoreo in bronzo.

Il primo monumento dedicato ai Caduti della prima guerra mondiale a Busto Arsizio fu realizzato a seguito di un iter concorsuale indetto dal comune nel 1919 e che si concluse nel 1924 con la proclamazione del progetto vincitore a firma dello scultore milanese Orazio Costante Grossoni.
L'opera richiese tre anni di lavoro per la realizzazione e fu inaugurato il 21 giugno 1927 dal re Vittorio Emanuele III. L'ubicazione della scultura era piazza Garibaldi, appena al di fuori del centro storico di Busto Arsizio. Il monumento era composto da più gruppi di figure: al centro l'allegoria della Patria che tiene in mano una corona per gli eroi; alla sua destra alcuni combattenti e cittadini con alle spalle una madre con il figlio; a sinistra i vincitori e il sacrificio; in posizione sopraelevata la grande Gloria alata.
Questo monumento, dopo soli quindici anni dalla sua realizzazione, nel 1942 fu smantellato e i suoi 60 quintali di bronzo furono fusi per scoppi bellici a causa dello scoppio della seconda guerra mondiale.
Si dovette quindi attendere fino al 1958 per vedere un nuovo monumento a Busto Arsizio dedicato ai Caduti di tutte le guerre. Questo fu realizzato da Enrico Manfrini e posizionato in piazza Vittorio Emanuele II, davanti a Palazzo Marliani-Cicogna che all'epoca era sede della Procura del Re e in passato ospitava la dimora dei conti di Busto Arsizio.
La sua ubicazione cambiò nel 2010, quando fu smontato e restaurato in occasione di alcuni lavori di riqualificazione della piazza che fino ad allora lo aveva ospitato. Fu dunque riposizionato nel 2011 al centro della piazza Trento e Trieste, dove si trova ancora oggi.

## Descrizione

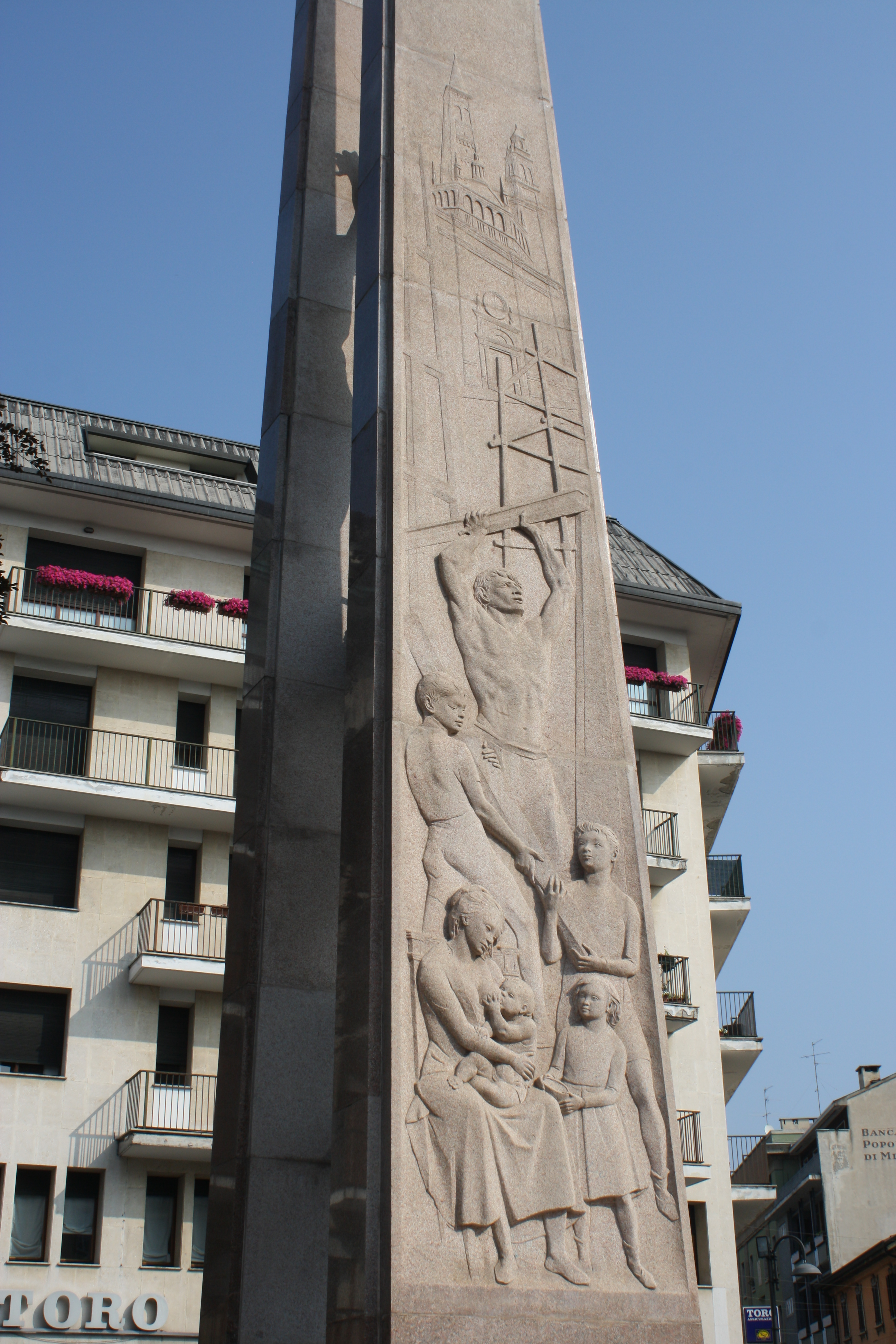
I bassorilievi sulla stele meridionale.

Il monumento del 1958 è composto da due stele slanciate verso l'alto in linea obliqua e realizzate in calcestruzzo armato con un rivestimento di lastre di granito rosa. Tra le due stele si trovano tre uomini nudi, in bronzo, in caduta libera che rappresentano i caduti in cielo, in terra e in mare. La nudità delle tre sculture in bronzo portò i bustocchi a utilizzare il soprannome di piazza tri cü (letteralmente "piazza tre culi").
All'esterno delle due stele sono scolpite alcune figure a bassorilievo. Su quella meridionale si trovano i valori della città: la fede, rappresentata dal santuario di Santa Maria di Piazza, il lavoro, rappresentato da tre operai e alcune impalcature, e la famiglia, rappresentata per mezzo di una madre con due figli, uno dei quali viene allattato al seno. Sulla stele settentrionale si trovano invece le raffigurazioni degli ideali che hanno portato al sacrificio.
Alla base in pietra del monumento si trova incisa la scritta «a gloria dei suoi figli / caduti per la patria / BUSTO ARSIZIO / in auspicio di pace».